# Georges Scelle
Georges Scelle, né le 19 mars 1878 à Avranches et mort le 8 janvier 1961 à Paris, est un juriste et professeur de droit français. Acteur du pacifisme juridique et spécialiste du droit international, il fut membre de la Commission du droit international des Nations unies. Il est l'auteur de nombreux et importants écrits sur la nécessité d'une fédération européenne propre à conjurer les périls d'une nouvelle catastrophe (pressentie d'ailleurs par un très grand nombre d'intellectuels durant l'entre-deux-guerres).

## Sa vie

### Éléments biographiques et carrière
Né rue de Lille, à Avranches où son père est avoué, Georges Scelle excelle au collège municipal puis fait ses études supérieures à l'École libre des sciences politiques et à la Faculté de droit de Paris, où il reçoit un prix pour sa thèse, La traite négrière aux Indes de Castille (1906), écrite sous la direction d'Antoine Pillet (de).
Éphémère secrétaire de l'ambassadeur du Brésil lors de la deuxième conférence de la Paix en 1907, il enseigne à l'université de Sofia en Bulgarie de 1907 à 1909, puis à Dijon, en 1910-1911, et Lille en 1911-1912. En 1910, il est secrétaire de la délégation américaine dans l'affaire de la Orinoco Steamship Cy .
Agrégé en 1912, il est nommé professeur à la Faculté de Droit de Dijon (Droit international public et Droit privé). Il y restera  20 ans. Mobilisé le 3 août 1914, il est promu lieutenant et affecté en 1917 à l'état-major de la 8e armée comme expert légal.
À l'issue de la Première Guerre mondiale, il ne croit pas la paix durable, et prône une union des pays européens. Il retrouve l'université de Dijon, et est porté entre juin 1924 et juillet 1925, à la tête du cabinet du ministre du Travail, Justin Godart, participant notamment à la rédaction du décret fondant le conseil économique et social, le 16 janvier 1925. Il est expert technique de la délégation française à la Ve assemblée de la Société des Nations en 1924.
Il publie le Précis de droit des gens peu après avoir rejoint l'Université de Paris (1933) où il enseigne le Droit international public jusqu'à sa retraite en 1948. Il est également professeur ordinaire à la faculté de droit de Genève et à l'Institut universitaire des hautes études internationales de 1929 à 1933. Il siège à l'Institut de droit international à partir de 1929, et est nommé secrétaire général de l'Académie de droit international de La Haye en 1938.
Il assiste en 1945 à New York, à la naissance de l'Organisation des Nations unies (Onu) dont il préside la commission de droit international jusqu’en 1950, et en 1946 à l'ultime réunion de la Société des Nations. Il est enterré à Avranches.
Il a exercé une influence considérable sur la génération au pouvoir dans l'administration française et au sein des milieux universitaires de droit, des années 1930 à aujourd'hui. Des professeurs ou des diplomates influents comme Georges Berlia, Lazare Kopelmanas (en), Guy Ladreit de Lacharrière, Georges Burdeau, Charles Rousseau et René-Jean Dupuy l'ont eu  comme professeur.

### Affaire Scelle

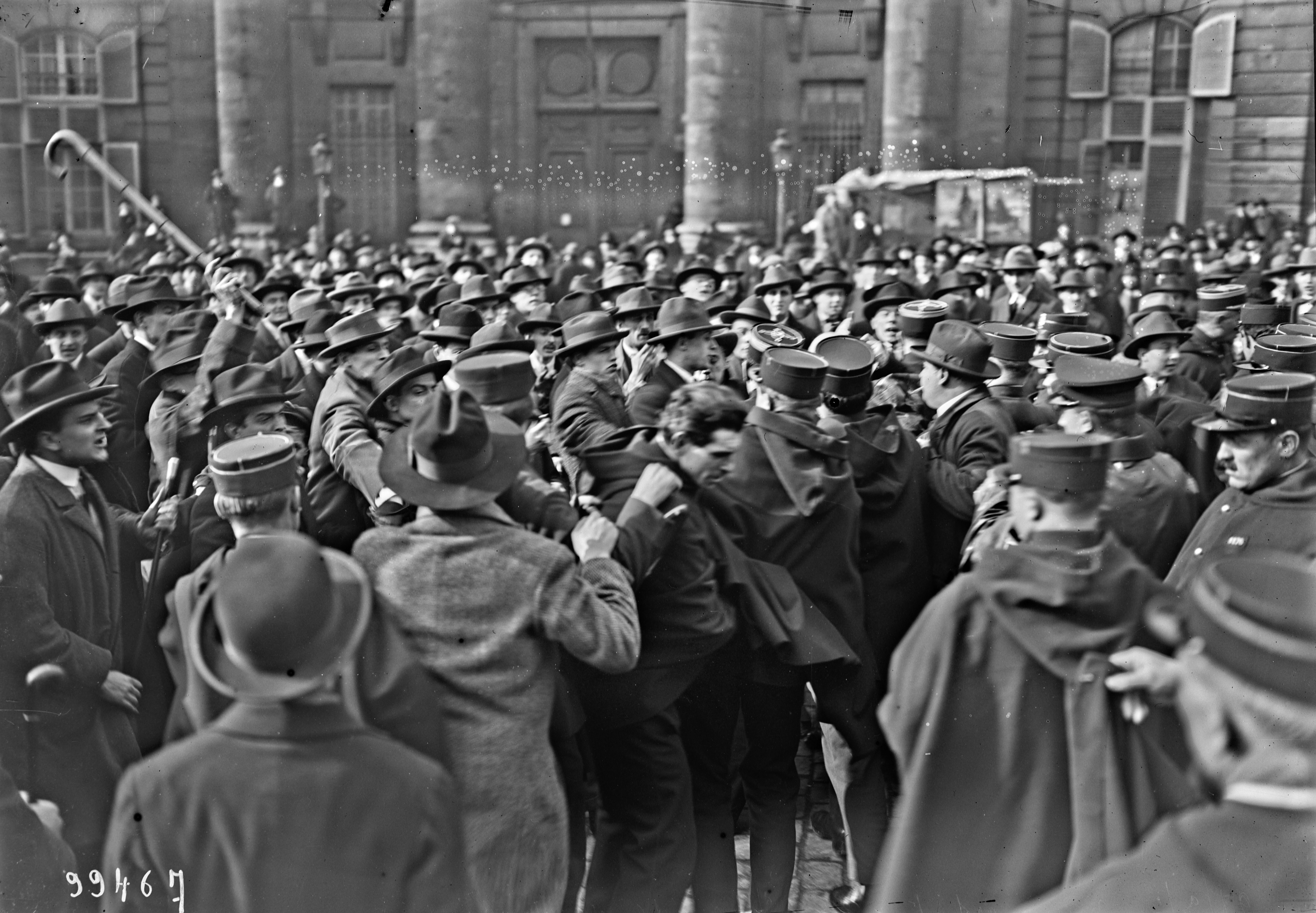
Manifestation des étudiants à la faculté de droit contre la tenue d'un cours de Georges Scelle le 28 mars 1925.

L'annonce de sa nomination pour le cours de droit international public le 25 février 1925, par François Albert, ministre de l'Instruction publique, à la faculté de droit de Paris, provoque la colère des étudiants de l'Action française, qui reprochent un favoritisme alors qu'il n'a été classé que deuxième par l'avis du Conseil de la faculté derrière le Rennais Louis Le Fur. Empêché de faire cours, malgré l'intervention de la police à laquelle s'oppose le doyen Berthélemy qui est suspendu, il suscite un débat parlementaire. Il demeure finalement à Dijon jusqu'en 1933 date à laquelle il est nommé à la faculté de Paris jusqu'à sa retraite, en 1948.

### Son engagement
Partisan du monisme juridique qui considère que le droit international et le droit interne relèvent d'un même édifice juridique où l'individu est le véritable sujet de ce droit, il participe en 1930 au troisième cours universitaire de Davos, le lieu de rencontres internationales, notamment franco-allemandes. À l'origine de la distinction entre État fédéral par « agrégation » (association), ou par « ségrégation » (dissociation), il milite dans les années 1920, pour une Europe unie. Influencé par la philosophie d'Alain et par l'école solidariste de Léon Bourgeois, Georges Scelle croit à un progrès fondé sur la connaissance scientifique et à l'avènement d'un ordre juridique international basé sur le dépassement de la souveraineté nationale et le fédéralisme. La création de la SDN marque à ses yeux une première étape positive, bien que très insuffisante.
Son engagement diversifié (Association de la Paix par le Droit, fondée en 1887, Ligue des droits de l'homme, Association française pour la SDN, fondée par Léon Bourgeois en 1918, Comité français pour l'union douanière européenne, fondé en 1927, etc.) s'exprime aussi dans plusieurs quotidiens hebdomadaires de gauche (L'Œuvre, La Dépêche de Toulouse) et revues juridiques ou parlementaires, comme la Revue politique et parlementaire. Il est l'auteur aussi, avec Boris Mirkine-Guetzévitch d'un gros recueil de documents sur L'Union européenne. Expert lucide des questions internationales, Georges Scelle considère avoir une responsabilité morale en tant qu'intellectuel et déplore souvent l'inconscience des Européens, dont les gouvernements se bercent d'illusions devant la montée des périls.
Son œuvre scientifique est dédiée, pour l'essentiel, à la transposition dans l'ordre international des analyses de l'École sociologique française. Puisant dans les travaux d'Émile Durkheim, par l'intermédiaire des travaux de Léon Duguit (1859-1928), il donne de la loi une présentation axée sur sa fonction sociale. Georges Scelle prolonge les analyses de Léon Duguit en observant comment le corps social international secrète les règles du droit des gens. Si nous le suivons, « ce précieux mucus est recueilli par les pratiques étatiques auxquelles il s'impose "avec la force d'une nécessité biologique". En évoquant Pharaon et doux marchands pour la préparer, Scelle lançait avec une puissante image une nouvelle manière d'approcher l'étude du droit international. Elle persiste encore aujourd'hui, et transpire bien au-delà de l'hexagone. » Carlo Santulli indique ainsi la tonalité du Précis de droit des gens.

## Sa contribution scientifique
« Si l'on devait rappeler en quelque détail une trouvaille scellienne, ce serait la théorie du dédoublement fonctionnel. Elle a fait le tour du monde dans les années 1950, et elle est encore enseignée, ou du moins évoquée, même par ceux qui n'en partagent pas l'environnement théorique. Il est vrai que son extrême plasticité la rend adaptable à une infinité de situations. Suivant ce modèle analytique, le représentant de l'État dans ses relations extérieures (...), est, bien sûr, un organe de l'État dans son ordre interne, mais il est également un organe de l'État agissant en tant que personne morale de droit international. Le dédoublement fonctionnel rend compte de cette dualité : le représentant est à la fois le canal par lequel se manifeste la volonté étatique et un élément de la procédure de formation de la "loi" internationale. » [réf. nécessaire]
Georges Scelle écrit que « (...) Dans l'ordre interétatique (...) les gens et gouvernants étatiques (...) sont investis d'un double rôle. Ils sont agents et gouvernants nationaux lorsqu'ils fonctionnent dans l'ordre juridique étatique ; ils sont agents et gouvernants internationaux lorsqu'ils agissent dans l'ordre juridique international. C'est ce que nous appellerons la loi fondamentale du dédoublement fonctionnel ». « On voit d'emblée, poursuit Carlo Santulli, la force évocatrice de cette théorie s'agissant des organisations internationales (...) : le représentant de l'État au sein d'un organe collégial de l'organisation se conforme à la volonté de l'État et participe ainsi, du même coup, à la formation de l'organisation (...). Moniste, Scelle le fut à sens unique, celui de la primauté du droit international sur le droit interne de l'État. Le droit, selon le maître d'Avranches (son lieu de naissance) et en extrapolant un peu à partir d'une autre analyse de Léon Duguit, ne lie jamais que les hommes . Lorsqu'il est question d'États, d'organisations et autres personnes morales, ce n'est qu'une des manières par lesquelles le droit sait appréhender les conduites humaines. La société internationale (le "milieu intersocial" disait-il avec verve) n'étant que la réunion des milieux sociaux, chaque élément de ces derniers doit se conformer aux préceptes qui régissent le milieu international. Ainsi les règles internationales s'imposent à tous les hommes-agents de l'État (...) qui doivent l'appliquer aux relations humaines dont ils ont la charge.
Carlo Santulli rapporte que beaucoup de critiques notent, que derrière le masque des métaphores (et l'emphase de ses écrits en général), il ne reste à Georges Scelle qu'une transposition simplifiée et appliquée à l'ordre international, de la pensée de Léon Duguit, mais il n'a pas été le seul à le faire. L'activisme (en même temps que le charisme) du soldat, professeur, chef de cabinet, jurisconsulte, diplomate et savant de réputation internationale, donnent à ces idées un impact dont les effets perdurent encore.
Pour la remise en cause des concepts classiques que Georges Scelle popularise, les œuvres de Léon Duguit, qui développe une théorie dite objectiviste du droit qui gravite autour de la notion de solidarité sociale, peuvent être relues en concert avec le Précis de droit des gens.

## La philosophie du droit international de Georges Scelle
La théorie de Léon Duguit a été reprise et développée par Georges Scelle en droit international.
Georges Scelle, comme Léon Duguit, un disciple d'Émile Durkheim, fonde le droit sur la solidarité, la solidarité par similitude et la solidarité par division du travail, qui entraîne les échanges sociaux.
Selon nos auteurs le droit naît des nécessités biologiques, il est sécrété par le groupe social parce qu'il est nécessaire à la survie du groupe social. Il est donc "naturel" dans le sens d'objectif, car il s'agit d'un impératif social traduisant une nécessité vitale.
Ce droit objectif s'oppose au droit positif qui est l'ensemble des règles sociales en vigueur dans un groupe social déterminé, à une époque déterminée.
Le droit positif n'est que la traduction du droit objectif, une traduction plus ou moins fidèle, mais une traduction qui se doit d'être la plus fidèle possible car le respect du droit objectif est la condition fondamentale de la survie du groupe.
Le fondement biologique du droit est applicable au droit international comme au droit interne.
De même que l'État n'est qu'un groupement social de superposition la société internationale est la composante de groupes plus restreints. Les groupes sociaux sont composés d'individus ayant des rapports de solidarité.
Il n'existe pas de différences fondamentales entre les groupes sociaux composés d'individus ayant la même nationalité et les groupes sociaux internationaux comprenant des individus de nationalité différente.
Tous les groupements sociaux sécrètent leur droit objectif.
La société universelle, la communauté humaine globale, sécrète également son droit objectif qui est le droit des "gens", c'est-à-dire le droit des individus, le droit des membres du groupe social mondial.
De même que le droit objectif de la société étatique qui inclut des groupes sociaux plus restreints est supérieur au droit objectif de ces groupes restreints, de même le droit objectif de la société universelle, le droit des "gens" est supérieur au droit objectif des États, des groupes sociaux territoriaux.
C'est la loi de la hiérarchie des normes. La norme étatique est subordonnée à la norme internationale. Le droit international est un ordre juridique de superposition.
Certes la société universelle ne comporte pas encore d'organes pouvant constater l'existence du droit objectif et le transformer ainsi en droit positif dont il faudrait assurer l'exécution.
En attendant la formation d'un groupe social universel aussi élaboré que le groupe social étatique, ce sont les États qui, en vertu de la loi du dédoublement fonctionnel, agissent à la fois pour leur compte et au nom de la société universelle en participant à la formation du droit international, droit positif, et en assurent son exécution.

## Fonctions
- Secrétaire auprès de la délégation brésilienne à la Seconde conférence de La Haye en 1907
- Conseiller technique auprès de la délégation française à la 5e session de l'assemblée de la Société des Nations en 1924
- Délégué de la France à la dernière session de l'Assemblée de la Société des Nations en 1946
- Membre de la Commission de contrôle des conventions internationales du travail de 1922 à 1958
- Membre et vice-président du tribunal administratif de l'Organisation internationale du travail de 1938 à 1958
- Membre associé de l'Institut de Droit international à partir de 1929.
- Membre de la Cour permanente d'arbitrage à partir de 1950
- Avocat de la France et du Pérou devant la Cour internationale de justice pour les affaires d'admission (1948) et d'asile (Colombie vs. Pérou 1950, Caso Haya de la Torre (es))
- Membre de la Commission du droit international à partir de sa création (élu le 3 novembre 1948)
- Premier "Secrétaire de la présidence" puis Secrétaire Général de l'Académie de droit international de La Haye de 1935 à 1958

## Hommages
Il laisse son nom à la place où se situe son ancien collège, aujourd'hui collège Challemel-Lacour. Un amphithéâtre du bâtiment Droit-Lettres de l'Université de Bourgogne, à Dijon, et un amphithéâtre du bâtiment Droit de l'Université CY Paris-Université, à Cergy Pontoise, portent son nom (Amphi Scelle).

## Œuvres
En dehors de nombreux écrits sur la SDN et sur l'Union Européenne,
- Le Pacte des Nations et sa liaison avec le Traité de Paris, Sirey, 1919
- La morale des traités de paix, Paris, 1920
- La Société des Nations, sa nécessité, son but, ses origines, son organisation, Dijon, 1922 (2e éd., Paris 1924)
- L’élaboration du pacte et Les origines et l’œuvre de la Société des nations, 1923
- Essai relatif à l'Union européenne, A Pedone, 1931

il rédige de nombreux manuels et traités de droit qui font encore autorité : 
- Le droit ouvrier Paris 1922, 1929
- Précis de droit des gens - Principes et systématique, 2 vol. Paris 1932 et 1934 (rééd. Dalloz, 2010)
- Théorie juridique de la révision des traités, Paris 1936
- Règles générales du droit de la Paix, R.C.A.D.I. 1933, IV, p. 331–697
- Droit international public, Paris 1934
- Manuel élémentaire de droit international public, Paris 1943
- Manuel de droit international public, Paris 1948